# Eucalyptus corynodes
Eucalyptus corynodes är en myrtenväxtart som beskrevs av Anthony R. Bean och Murray Ian Hill Brooker. Eucalyptus corynodes ingår i släktet Eucalyptus och familjen myrtenväxter. Inga underarter finns listade i Catalogue of Life.